# The Sims: Hot Date
The Sims: Hot Date är det tredje expansionspaketet av datorspelet The Sims. Spelet släpptes den 12 november 2001 i Nordamerika och den 14 november i Europa.
Det som skiljer spelet från originalet är att man kan bjuda simmar på dejter i det nybyggda stadskvarteret City. I detta kvarter finns det bland annat restauranger, kaféer, parker, butiker och nattklubbar som spelarens simmar kan besöka, antingen ensam eller med sin dejt. Dessutom ingår dussintals nya interaktioner såsom hångel och tåflörtar. Spelet introducerar även nya funktioner, såsom ett nytt relationssystem med dagliga relationer och livstids relationspoäng. Simmarna kan också utföra inventering och ge gåvor till andra simmar. 
Spelet introducerar även 125 nya möbler och byggnadsverk.